# Thomas Patrick Healy
Pour les articles homonymes, voir Healy (homonymie).
Thomas Patrick Healy (19 avril 1894-12 avril 1957) est un entrepreneur, gérant et homme politique fédéral du Québec.

## Biographie
Né à Montréal, il entame sa carrière politique en servant comme conseiller dans le conseil de ville de Montréal de 1938 à 1942 ainsi que de 1942 à 1954.
Élu député du Parti libéral du Canada dans la circonscription fédérale de Sainte-Anne en 1940, il est réélu en 1945, 1949 et en 1953. Il ne se représenta pas en 1957. 